# Jerozolima (muhafaza)
Jerozolima (arab. ‏القدس‎, Al-Quds) – muhafaza Palestyny. Leży w środkowej części Zachodniego Brzegu. Od północy sąsiaduje z Jerychem i Ramallah i Al-Bira, a od południa z Betlejem. Od wschodu ma dostęp do Morza Martwego, zaś od zachodu graniczy izraelskim dystryktem Jerozolima. Ma powierzchnię 345 km² i jest trzecią co do wielkości jednostką administracyjną kraju. Według danych Palestyńskiego Centralnego Biura Statystycznego na rok 2007 zamieszkało ją 362 521 osób, co stanowiło 9,6% ludności Palestyny. Znajdowało się tu wtedy 70 308 gospodarstw domowych. Do 2015 roku liczba ludności wzrosła do 419 108, a gęstość zaludnienia wynosiła 1 215 os./km². Jest to trzecia pod względem liczby ludności muhafaza Palestyny.

## Miejscowości
Miasta
- Abu Dis
- Al-Ajzarijja
- Ar-Ram

Miejscowości
- Biddu
- Bir Nabala
- Hizma
- Kefar Akab
- Katanna

Wsie
- Al-Dżib
- Al-Dżudajra
- Al-Kubajba
- Anata
- Arab al-Dżahalin
- as-Sawahira asz-Sharkija
- asz-Szajch Saad
- az-Zaajim
- Bajt Anan
- Bajt Dukku
- Bajt Hanina
- Bajt Ijza
- Bajt Iksa
- Bajt Safafa
- Bajt Surik
- Dżaba
- Kalandia
- Michmas
- An-Nabi Samu’il
- Rafat
- Szarafat